# Epimelitta viridimicans
Epimelitta viridimicans är en skalbaggsart som beskrevs av Fisher 1952. Epimelitta viridimicans ingår i släktet Epimelitta och familjen långhorningar. Inga underarter finns listade i Catalogue of Life.